# Mohamed Salah Hamdi
Mohamed Salah Hamdi (arabe : محمد صالح الحامدي) est un général tunisien, chef d'état-major de l'Armée de terre entre 2013 et 2014.

## Biographie
Diplômé de l'Académie militaire de Fondouk Jedid, il effectue plusieurs stages à l'École supérieure de guerre, à l'Institut de défense nationale et à l'École d'état-major (États-Unis)[Laquelle ?]. En 1997, il obtient un brevet d'études militaires supérieures en France : il sort de la quatrième promotion du nouveau cursus du Collège interarmées de défense. Il gravit par la suite les échelons de la hiérarchie militaire, assurant notamment le commandement des unités spéciales de l'armée. 
Directeur de l'École supérieure de guerre entre 2007 et 2009, il commande la première mécanisée basée à Gabès en 2010 puis exerce la fonction d'attaché militaire auprès de l'ambassade de Tunisie à Tripoli en 2011. Général de brigade, il succède à Rachid Ammar à la tête de l'armée de terre le 9 juillet 2013, lorsqu'il est nommé général de corps d'armée. Le 30 juillet 2014, le ministère de la Défense confirme et accepte sa démission ; il est remplacé par Ismaïl Fathali le 12 août.
Le 30 octobre 2019, il est nommé conseiller à la sécurité nationale du président Kaïs Saïed. Il quitte son poste quelques mois plus tard,. 